# Futsal Club Picasso Échirolles
Le Futsal Club Picasso est un club sportif français de futsal créé en 1990 et basé à Échirolles, dans la banlieue grenobloise.

## Histoire

### Débuts
Le FC Picasso est basé dans le quartier de la Luire de la ville d’Échirolles et tient son nom de la MJC Pablo Picasso des quartiers ouest de la ville dont il est issu. Apparu dans les années 1980 et créé réellement en 1990, il est un des clubs doyens de futsal en France avec Mistral Grenobles et Teisseire ou encore Cannes Bocca. Son objectif est d’utiliser le futsal comme un outil pédagogique en direction de l’insertion sociale et professionnelle pour les jeunes du quartier. 
La MJC est municipalisée en 2001. La décision est alors prise de structurer en association indépendante pour organiser de manière autonome l'activité futsal. 
En 2004, l'équipe se qualifie pour la finale à huit de la Coupe nationale mais termine quatrième de son groupe en phase de poule. 

### Au plus haut niveau
Sacré champion régional de futsal de la Ligue Rhône-Alpes au terme de la saison 2009-2010, l'équipe est promue en Championnat de France.

### Descente rapide
Lors de la saison 2017-2018, le FCP réalise un des plus mauvais exercice de l'histoire du championnat de France avec seulement cinq points marqués et 158 buts encaissés en 24 matchs. À la suite de départs à la mi-saison, le club finit la compétition avec des joueurs de l'équipe réserve évoluant en Régional 2. Cette dernière doit déclarer en forfait général.
En proie à des dettes envers les instances de la FFF, le FC Picasso est empêché de s'engager en Division 2 pour la saison 2018-2019 et repart un échelon plus bas, en Régional 1. Après avoir obtenu son maintien sur le terrain, le club concède des points de pénalité qui le relègue à la dernière place. Puis, à cause d’une participation de joueurs mutés non-conforme, il est rétrogradé administrativement en Départemental 1.
Pour l'exercice 2020-2021, le FCP quitte la FFF pour l'Association française de futsal et évolue dans la poule Sud de sa Ligue nationale.

## Bilan par saison
| Saison    | Championnat                            | Championnat | Championnat | Championnat | Championnat | Championnat | Championnat | Championnat | Championnat | Championnat | Coupe de France |
| Saison    | Division                               | Class.      | Pts         | M           | V           | N           | D           | Bp          | Bc          | Diff.       | Coupe de France |
| --------- | -------------------------------------- | ----------- | ----------- | ----------- | ----------- | ----------- | ----------- | ----------- | ----------- | ----------- | --------------- |
| 2009-2010 | DH Rhône-Alpes                         | 1er         |             |             |             |             |             |             |             |             | ?               |
| 2010-2011 | Championnat de France grp. B           | 7e/12       | 47          | 22          | 8           | 1           | 13          | 94          | 116         | -22         | ?               |
| 2011-2012 | Championnat de France grp. B           | 5e/14       | 67          | 26          | 13          | 2           | 11          | 131         | 131         | 0           | ?               |
| 2012-2013 | Championnat de France grp. B           | 7e/12       | 57          | 22          | 11          | 2           | 9           | 107         | 85          | +22         | 8e de finale    |
| 2013-2014 | Division 2 grp. B                      | 1er/9       | 57          | 16          | 13          | 2           | 1           | 94          | 43          | +51         | ?               |
| 2014-2015 | Division 1                             | 10e/12      | 36          | 20          | 5           | 1           | 14          | 77          | 115         | -38         | Demi-finale     |
| 2015-2016 | Division 1                             | 8e/12       | 46          | 22          | 8           | 0           | 14          | 97          | 143         | -46         | 32e de finale   |
| 2016-2017 | Division 1                             | 9e/11       | 14          | 20          | 4           | 3           | 13          | 60          | 104         | -44         | 16e de finale   |
| 2017-2018 | Division 1                             | 13e/13      | 5           | 24          | 1           | 3           | 20          | 49          | 158         | -109        | 32e de finale   |
| 2018-2019 | Division 2 Régional 1 LAuRA            |             |             |             |             |             |             |             |             |             | ?               |
| 2019-2020 | Régional 2 LAuRA Départemental 1 Isère |             |             |             |             |             |             |             |             |             | ?               |
| 2020-2021 | AFF Ligue nationale grp. Sud           |             |             |             |             |             |             |             |             |             |                 |

## Structure du club

### Statut du club et des joueurs
Le FC Picasso est une association loi de 1901 affiliée à la Fédération française de football, qui régit le futsal en France, sous le numéro 550477. Le club réfère à ses antennes délocalisées : la Ligue régionale Auvergne-Rhône-Alpes et le District départemental de l'Isère. Le FCP s'affilie ensuite à l'Association française de futsal.
Les joueurs ont soit un statut bénévole, amateur ou de semi-professionnel sous contrat fédéral.

### Identité et image
À la suite du redémarrage en Régional 1 en 2018, le FCE prend un nouveau logo,.

Ancien logo
Logo depuis 2018

| Début des années 2010 |  | Saison 2016-2017 |  | Saison 2017-2018 |

### Salles
Le FCE évolue au gymnase Lionel Terray d'Échirolles. Il passe ensuite au gymnase Pablo Picasso.
En mars 2020, un terrain extérieur de futsal est inauguré au stade Auguste Delaune à Échirolles. Il est offert à Grenoble-Alpes Métropole par la Fédération française de football et la Ligue de football amateur, dans le cadre de la Coupe du monde féminine.

## Personnalités

### Dirigeants
| Période     | Nom               |
| ----------- | ----------------- |
| 2007 à 2016 | Saïd Kalmani      |
| 2016-2017   | Mustafa Tasyurek  |
| 2017-2018   | Pascal Faucher    |
| 2018        | Sébastien Bazin   |
| depuis 2018 | Abdelkader Merimi |

En 2007, membre actif de plusieurs associations de jeunes sur le secteur, Saïd Kalmani est sollicité par le club qui connait alors un essoufflement pour en devenir président. Il intègre officiellement le club en 2008, accompagné dans un premier temps par les anciens dirigeants qui assurent le relais. Le choix de passer d'une pratique loisir à compétitive est faite. À l'été 2016, le président depuis dix années, Saïd Kalmani, laisse sa place pour raison professionnelle. L'entraîneur de l'équipe fanion en D1 Mustapha Tasyurek le remplace.
Durant la trêve hivernale 2017-2018, le président du club dernier de Division 1, Pascal Faucher quitte ses fonctions qu’il occupait depuis le début de saison. Quatre joueurs dont l'international Nassim Boudebibah le suivent. Après avoir entrainé l'équipe réserve du club, Sébastien Bazin revient au club mais ne peut empêcher la chute de D1 avant de passer le relais.
Une nouvelle équipe dirigeante présidée par Kader Merimi arrive à la tête du club.

### Entraîneurs
En septembre 2016, titulaire du DEPF et expérimenté en football sur herbe, Teddy Palermo arrive comme entraîneur et remplace Rafa Romero (arrivé en 2015 et partant au Nantes Erdre) aux côtés de Mustapha Tasyurek qui devient aussi président.
Armando Goncalves arrive comme entraîneur à quelques jours du redémarrage de la saison 2018-2019 en Régional 1.

### Joueurs notables
Au milieu des années 2010, monté au niveau national, le club compte plusieurs espoirs du futsal français. International U21,  Réda Rabeï insiste en salle après avoir échoué à devenir footballeur professionnel. En 2015-2016, Tarek Zoubir poursuit son apprentissage et évolue en équipe de France espoir avant de partir pour le plus haut niveau et devenir international A. Au même moment, Mohamed Guebli, capitaine du FCP, et Mohamed Gallouze sont appelés en équipe de France. À l'été 2017, Nassim Boudebibah arrive au FCP et participe à la qualification historique de l'équipe de France à l'Euro 2018. Mais le club connaissant une saison compliqué en D1, le joueur part à la trêve hivernale.
Le club compte aussi dans ces rangs les internationaux turcs Kamil Yayla, qui devient capitaine du FC Picasso, et le gardien Mikail Gultekin.